# 24 Heures du Mans 1974
Navigation
Édition précédente Édition suivante
Les 24 Heures du Mans 1974 sont la 42e édition de l'épreuve et se déroulent les 15 et 16 juin 1974 sur le circuit de la Sarthe. Cette course est la cinquième manche du Championnat du monde des voitures de sport 1974 (WSC - World Sportscar Championship).

## Nombre de pilotes qualifiés pour la course
118 pilotes sont sur la grille de départ de cette quarante-deuxième édition des 24 Heures du Mans et ce ne sont pas moins de six femmes qui sont au départ de l'épreuve dont un équipage complet.
| 61 Français   | 13 Suisses      | 8 Allemands  | 6 Britanniques     | 4 Américains |
| 4 Espagnols   | 4 Italiens      | 3 Belges     | 3 Équatoriens      | 3 Japonais   |
| 2 Mexicains   | 1 Australien    | 1 Autrichien | 1 Liechtensteinois | 1 Marocain   |
| 1 Néerlandais | 1 Néo-Zélandais | 1 Suédois    |                    |              |

## Déroulement de la course

### Classements intermédiaires
| Pos. | Après la 1re heure | Après la 1re heure                                                     | Après 6 heures | Après 6 heures                                                                  | Après 12 heures | Après 12 heures                                                                 | Après 18 heures | Après 18 heures                                                                 |
| Pos. | n°                 | Voiture / Pilotes                                                      | n°             | Voiture / Pilotes                                                               | n°              | Voiture / Pilotes                                                               | n°              | Voiture / Pilotes                                                               |
| ---- | ------------------ | ---------------------------------------------------------------------- | -------------- | ------------------------------------------------------------------------------- | --------------- | ------------------------------------------------------------------------------- | --------------- | ------------------------------------------------------------------------------- |
| 1    | 7                  | Équipe Gitanes Matra Simca MS670B (S / 3.0) Pescarolo - Larrousse      | 7              | Équipe Gitanes Matra Simca MS670B (S / 3.0) Pescarolo - Larrousse               | 7               | Équipe Gitanes Matra Simca MS670B (S / 3.0) Pescarolo - Larrousse               | 7               | Équipe Gitanes Matra Simca MS670B (S / 3.0) Pescarolo - Larrousse               |
| 2    | 6                  | Équipe Gitanes Matra Simca MS680 (S / 3.0) Beltoise - Jarier           | 11             | Gulf Research Racing Co. Mirage GR7 (S / 3.0) Bell - Hailwood                   | 22              | Martini Racing Team Porsche 911 Carrera RSR Turbo (S / 3.0) van Lennep - Müller | 22              | Martini Racing Team Porsche 911 Carrera RSR Turbo (S / 3.0) van Lennep - Müller |
| 3    | 9                  | Équipe Gitanes Matra Simca MS670B (S / 3.0) Jabouille - Migault        | 22             | Martini Racing Team Porsche 911 Carrera RSR Turbo (S / 3.0) van Lennep - Müller | 11              | Gulf Research Racing Co. Mirage GR7 (S / 3.0) Bell - Hailwood                   | 9               | Équipe Gitanes Matra Simca MS670B (S / 3.0) Jabouille - Migault                 |
| 4    | 8                  | Équipe Gitanes Matra Simca MS670B (S / 3.0) Jaussaud - Wollek - Dolhem | 21             | Martini Racing Team Porsche 911 Carrera RSR Turbo (S / 3.0) Koinigg - Schurti   | 9               | Équipe Gitanes Matra Simca MS670B (S / 3.0) Jabouille - Migault                 | 11              | Gulf Research Racing Co. Mirage GR7 (S / 3.0) Bell - Hailwood                   |
| 5    | 11                 | Gulf Research Racing Co. Mirage GR7 (S / 3.0) Bell - Hailwood          | 10             | Alain de Cadenet De Cadenet LM (S / 3.0) Craft - Nicholson                      | 66              | Porsche Club Romand Porsche 911 Carrera RSR (GTS) Chenevière - Zbinden - Dubois | 71              | Raymond Touroul Ferrari 365 GTB/4 (GTS) Grandet - Bardini                       |

### Classement final de la course

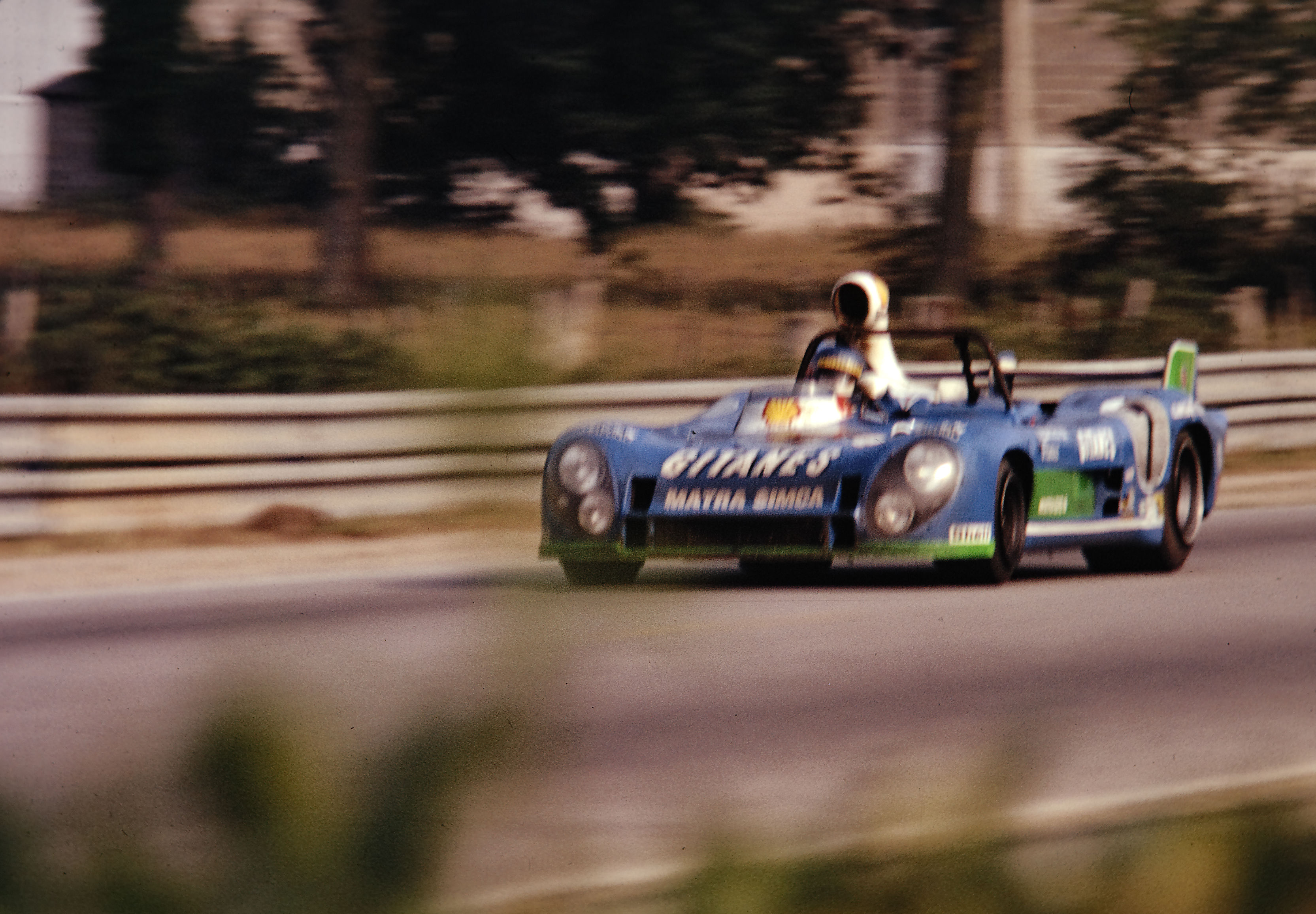
La Matra Simca MS670B, victorieuse de l'édition 1974.

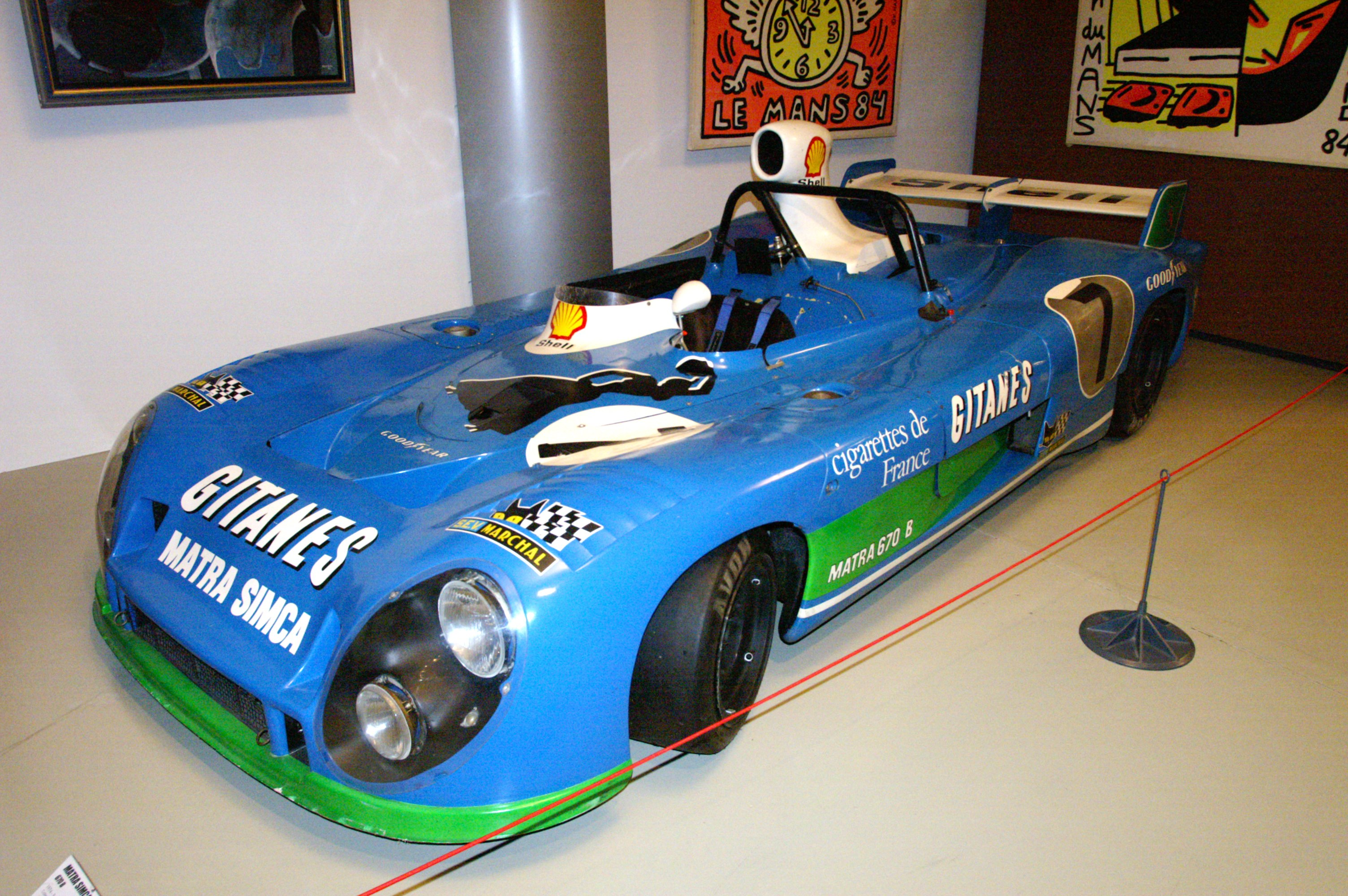
La Matra Simca MS670B victorieuse exposée ici au Musée des 24 Heures.

Voici le classement officiel au terme des 24 heures de course.
- Les vainqueurs de chaque catégorie sont signalés par un fond jauni.
- Dans la colonne Pneus[1] apparaît l'initiale du fournisseur, il suffit de placer le pointeur au-dessus du modèle pour connaître le manufacturier de pneumatiques.

| Pos.  | Catégorie | N° | Écurie                         | Pilotes                                               | Châssis                       | Moteur                     | Pneus | Tours |
| ----- | --------- | -- | ------------------------------ | ----------------------------------------------------- | ----------------------------- | -------------------------- | ----- | ----- |
| 1     | S 3.0     | 7  | Équipe Gitanes                 | Henri Pescarolo Gérard Larrousse                      | Matra Simca MS670B            | Matra 3.0L V12             | G     | 337   |
| 2     | S 3.0     | 22 | Martini Racing Team            | Gijs van Lennep Herbert Müller                        | Porsche 911 Carrera RSR Turbo | Porsche 2.1L Turbo Flat-6  | D     | 331   |
| 3     | S 3.0     | 9  | Équipe Gitanes                 | Jean-Pierre Jabouille François Migault                | Matra Simca MS670B            | Matra 3.0L V12             | G     | 324   |
| 4     | S 3.0     | 11 | Gulf Research Racing Co.       | Derek Bell Mike Hailwood                              | Mirage GR7                    | Ford Cosworth DFV 3.0L V8  | F     | 317   |
| 5     | GTS       | 71 | Raymond Touroul                | Cyril Grandet Dominique Bardini                       | Ferrari 365 GTB/4             | Ferrari 4.4L V12           | M     | 313   |
| 6     | GTS       | 54 | North American Racing Team     | Dave Heinz Alain Cudini                               | Ferrari 365 GTB/4             | Ferrari 4.4L V12           | G     | 312   |
| 7     | GTS       | 66 | Porsche Club Romand            | Bernard Chenevière Peter Zbinden Michel Dubois        | Porsche 911 Carrera RSR       | Porsche 3.0L Flat-6        | D     | 312   |
| 8     | S 3.0     | 15 | Automobiles Ligier             | Jacques Laffite Alain Serpaggi                        | Ligier JS2                    | Maserati 3.0L V6           | M     | 310   |
| 9     | S 3.0     | 1  | North American Racing Team     | Teodoro Zeccoli Jean-Claude Andruet                   | Ferrari 312P                  | Ferrari 3.0L V12           | G     | 298   |
| 10    | GTS       | 70 | ASA Cachia                     | Raymond Touroul Henri Cachia Dennis Rua               | Porsche 911 Carrera RSR       | Porsche 3.0L Flat-6        | D     | 288   |
| 11    | GTS       | 56 | North American Racing Team     | Christian Ethuin Lucien Guitteny                      | Ferrari 365 GTB/4             | Ferrari 4.4L V12           | G     | 285   |
| 12    | GTS       | 69 | Lucien Negeotte                | Lucien Negeotte Jean-Pierre Laffeach                  | Porsche 911 Carrera RSR       | Porsche 3.0L Flat-6        | D     | 276   |
| 13    | GT        | 59 | Pierre Mauroy                  | Anne-Charlotte Verney Pierre Mauroy Martine Rénier    | Porsche 911 Carrera RS        | Porsche 3.0L Flat-6        | D     | 276   |
| 14    | GTS       | 63 | Jean-Claude Lagniez            | Jean-Claude Lagniez Gérard Méo                        | Porsche 911 Carrera RSR       | Porsche 3.0L Flat-6        | D     | 274   |
| 15    | TS        | 86 | Jean-Claude Aubriet            | Jean-Claude Aubriet « Depnic »                        | BMW 3.0CSL                    | BMW 3.5L I6                | M     | 269   |
| 16    | GTS       | 57 | Marcel Mignot                  | Marcel Mignot Harry Jones                             | Ferrari 365 GTB/4             | Ferrari 4.4L V12           | M     | 266   |
| 17    | S 2.0     | 30 | Christine - Écurie Seiko Scato | Christine Beckers Yvette Fontaine Marie Laurent (de)  | Chevron B23                   | Ford Cosworth FVC 2.0L I4  | F     | 265   |
| 18    | GTS       | 51 | Henri Greder                   | Henri Greder Marie-Claude Beaumont                    | Chevrolet Corvette            | Chevrolet 7.0L V8          | M     | 253   |
| 19    | S 3.0     | 65 | Christian Poirot               | Christian Poirot (de) Jean Rondeau                    | Porsche 908/2                 | Porsche 3.0L Flat-8        | D     | 251   |
| 20    | GTS       | 73 | Paul Blancpain Toad Hall       | Michael Keyser Milt Minter Paul Blancpain             | Porsche 911 Carrera RSR       | Porsche 3.0L Flat-6        | G     | 246   |
| N. c. | S 3.0     | 25 | Mazda Automotive               | Yushiro Okamoto Harakuni Takahashi Yojiro Terada      | Sigma MC74                    | Mazda 12A 1.2L 2-Rotor     | D     | 155   |
| Abd.  | GTS       | 72 | Polifac Gelo Racing Team       | Franz Pesch Jürgen Barth                              | Porsche 911 Carrera RSR       | Porsche 3.0L Flat-6        | F     |       |
| Abd.  | GTS       | 62 | Écurie Francorchamps           | Hugues de Fierlant Richard Bond (de)                  | Porsche 911 Carrera RSR       | Porsche 3.0L Flat-6        | D     |       |
| Abd.  | GTS       | 67 | Porsche Club Romand            | William Vollery Éric Chapuis Roger Dorchy             | Porsche 911 Carrera RSR       | Porsche 3.0L Flat-6        | D     |       |
| Abd.  | S 2.0     | 44 | Gérard Cuynet                  | Gérard Cuynet Yves Evrard Jean-Louis Gama             | Porsche 910                   | Porsche 2.0L Flat-6        | G     |       |
| Abd.  | TS        | 90 | Shark Team                     | Jean-Claude Guérie Serge Godard Dominique Fornage     | Ford Capri RS                 | Ford 3.0L V6               | D     |       |
| Abd.  | S 2.0     | 43 | Racing Organisation Course     | Robert Mieusset Fred Stalder François Sérvanin        | Lola T292                     | ROC-Chrysler 2.0L I4       | F     |       |
| Abd.  | S 3.0     | 10 | Alain de Cadenet               | Chris Craft John Nicholson                            | De Cadenet LM                 | Ford Cosworth DFV 3.0L V8  | F     |       |
| Abd.  | GTS       | 64 | Polifac Gelo Racing Team       | Georg Loos Clemens Schickentanz                       | Porsche 911 Carrera RSR       | Porsche 3.0L Flat-6        | F     |       |
| Abd.  | TS        | 87 | BMW Jolly Club                 | Manfred Mohr (nl) Martino Finotto Carlo Facetti       | BMW 3.0CSL                    | BMW 3.5L I6                | D     |       |
| Abd.  | GTS       | 61 | Robert Buchet                  | Claude Ballot-Léna Vic Elford Jacques Hoden           | Porsche 911 Carrera RSR       | Porsche 3.0L Flat-6        | D     |       |
| Abd.  | S 3.0     | 17 | Ortega Ecuador Marlboro Team   | Fausto Merello Guillermo Ortega Lothar Ranft          | Porsche 908/2                 | Porsche 3.0L Flat-8        | G     |       |
| Abd.  | S 3.0     | 6  | Équipe Gitanes                 | Jean-Pierre Beltoise Jean-Pierre Jarier               | Matra Simca MS680             | Matra 3.0L V12             | G     |       |
| Abd.  | S 3.0     | 8  | Équipe Gitanes                 | Jean-Pierre Jaussaud Bob Wollek José Dolhem           | Matra Simca MS670B            | Matra 3.0L V12             | G     |       |
| Abd.  | S 3.0     | 14 | Automobiles Ligier             | Guy Chasseuil Michel Leclère                          | Ligier JS2                    | Maserati 3.0L V6           | M     |       |
| Abd.  | S 3.0     | 28 | Michel Dupont Scato            | Heinz Schulthess Michel Lateste                       | Lola T284                     | Ford Cosworth DFV 3.0L V8  | F     |       |
| Abd.  | S 3.0     | 21 | Martini Racing Team            | Helmuth Koinigg Manfred Schurti                       | Porsche 911 Carrera RSR Turbo | Porsche 2.1L Turbo Flat-6  | D     |       |
| Abd.  | S 3.0     | 46 | Rebaque-Rojas Racing Team      | Guillermo Rojas Héctor Rebaque                        | Porsche 911 Carrera RSR       | Porsche 3.0L Flat-6        | G     |       |
| Abd.  | GTS       | 68 | Samson Kremer Racing           | Hans Heyer Paul Keller (pl) Erwin Kremer (de)         | Porsche 911 Carrera RSR       | Porsche 3.0L Flat-6        | D     |       |
| Abd.  | S 3.0     | 19 | Wicky Racing Team              | André Wicky Jacques Boucard Louis Cosson              | Porsche 908/2                 | Porsche 3.0L Flat-8        | F     |       |
| Abd.  | S 3.0     | 12 | Gulf Research Racing Co.       | Vern Schuppan Reine Wisell                            | Mirage GR7                    | Ford Cosworth DFV 3.0L V8  | F     |       |
| Abd.  | S 2.0     | 23 | Mamers-Grac-Gotti-Meca         | Max Mamers Xavier Lapeyre                             | Grac-Gotti MT20               | Chrysler-Simca JRD 2.0L I4 | G     |       |
| Abd.  | GTS       | 58 | Escuderia Montjuich            | Claude Haldi José-Maria Fernandez Jean-Marc Seguin    | Porsche 911 Carrera RSR       | Porsche 3.0L Flat-6        | D     |       |
| Abd.  | GTS       | 60 | Louis Meznarie                 | Hubert Striebig Helmut Kirschoffer Jean-Louis Chateau | Porsche 911 Carrera RSR       | Porsche 3.0L Flat-6        | D     |       |
| Abd.  | GTS       | 52 | Wicky Racing Team              | Max Cohen-Olivar Philippe Carron (de)                 | De Tomaso Pantera             | Ford 5.8L V8               | F     |       |
| Abd.  | S 3.0     | 18 | North American Racing Team     | Jean-Louis Lafosse Giancarlo Gagliardi (nl)           | Ferrari 308 GT4               | Ferrari 3.0L V8            | G     |       |
| Abd.  | S 2.0     | 27 | Michel Dupont Scato            | Michel Dupont Gregor Fischer Daniel Brillat           | Chevron B23/26                | Ford Cosworth BDG 1.8L I4  | F     |       |
| Abd.  | S 3.0     | 31 | Écurie Tibidabo                | Francisco Torredemer Juan Fernandez Bernard Tramont   | Porsche 908/3                 | Porsche 3.0L Flat-8        | G     |       |
| Abd.  | GTS       | 55 | North American Racing Team     | Jean-Pierre Paoli Alain Couderc                       | Ferrari 365 GTB/4             | Ferrari 4.4L V12           | G     |       |

Détail :
- La no 25 Sigma MC74 n'a pas été classée pour distance parcourue insuffisante (moins de 70 % de la distance parcourue par le 1er de l'épreuve).

## Pole position et record du tour
- Pole position : Henri Pescarolo sur no 7 Matra-Simca MS670B - Équipe Gitanes en 3 min 35 s 8 (227,544 km/h)
- Meilleur tour en course : Jean-Pierre Jarier surno 6 Matra-Simca MS680 - Équipe Gitanes en 3 min 42 s 7 (220,494 km/) au vingt-et-unième tour

## Classement à l'indice de rendement énergétique
- Victoire : no 71 Ferrari 365 GTB/4 - Team Raymond Touroul

## Heures en tête
Voiture(s) figurant en tête de l'épreuve à la fin de chaque heure de course :
| n° | Voiture            | Écurie                     | Pilotes                          | Heures    | Total     |
| -- | ------------------ | -------------------------- | -------------------------------- | --------- | --------- |
| 7  | Matra Simca MS670B | Équipe Matra Simca Gitanes | Henri Pescarolo Gérard Larrousse | 1re à 24e | 24 heures |

- Note : La Matra des vainqueurs a non seulement figuré en tête à la fin de chaque heure de course, elle a également pointé en tête du premier au dernier tour de l'épreuve[3].

## À noter
- Longueur du circuit : 13,640 km
- Distance parcourue : 4 606,571 km
- Vitesse moyenne : 191,940 km/h
- Écart avec le 2e : 79,120 km
- 200 000 spectateurs